# 明治纪念馆
明治紀念館（日语：／ meiji kinenkan */?）是位於日本東京都港區元赤坂二丁目的宴會設施，以做為明治神宮的婚禮場地而為人所知。

## 历史
1947年在日本企业家市村清主导下建成开馆。曾经是宪法纪念馆，现在主要作为宴会、会议或婚礼场地。

## 画廊

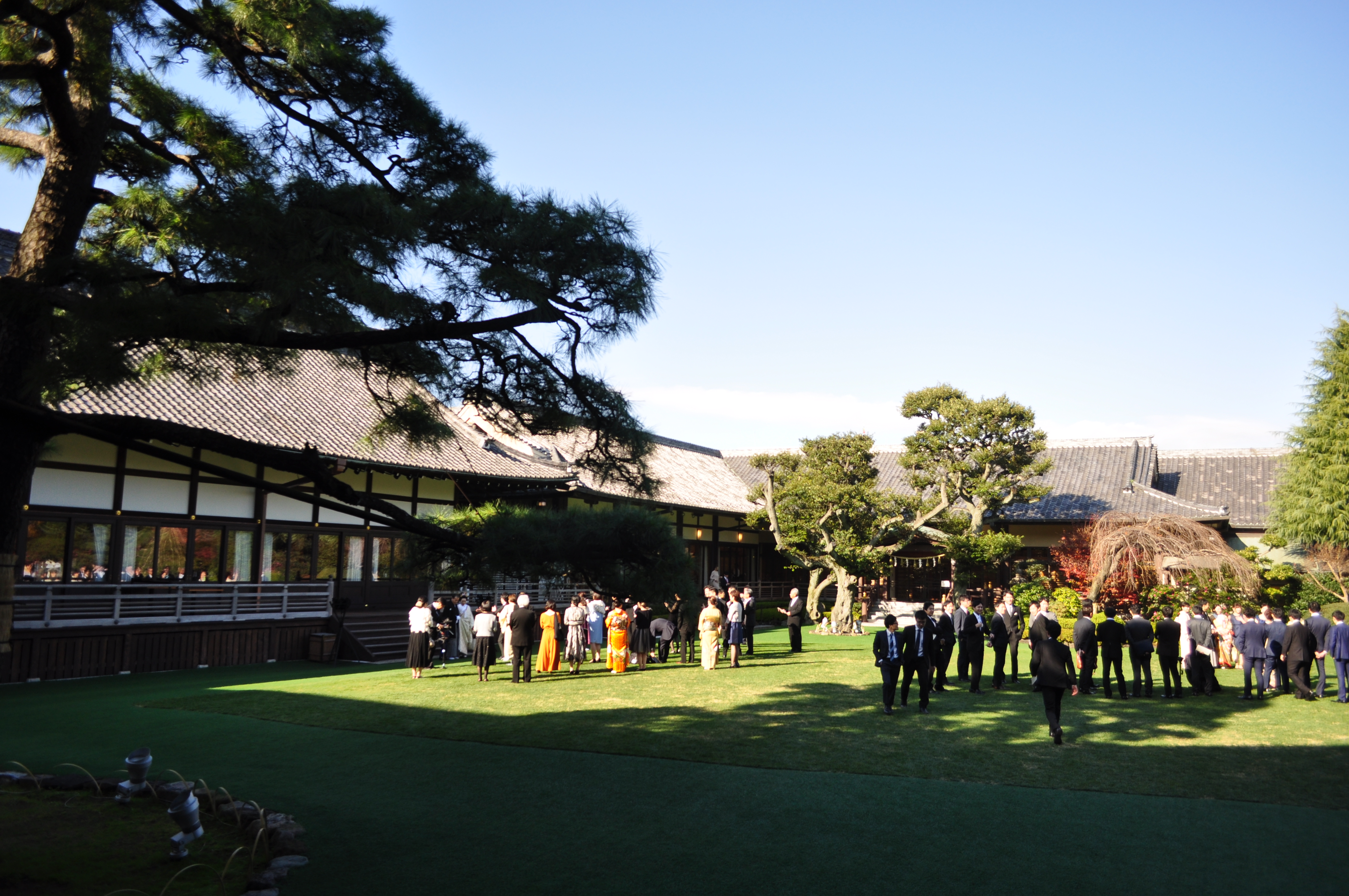
明治神宫会馆庭园
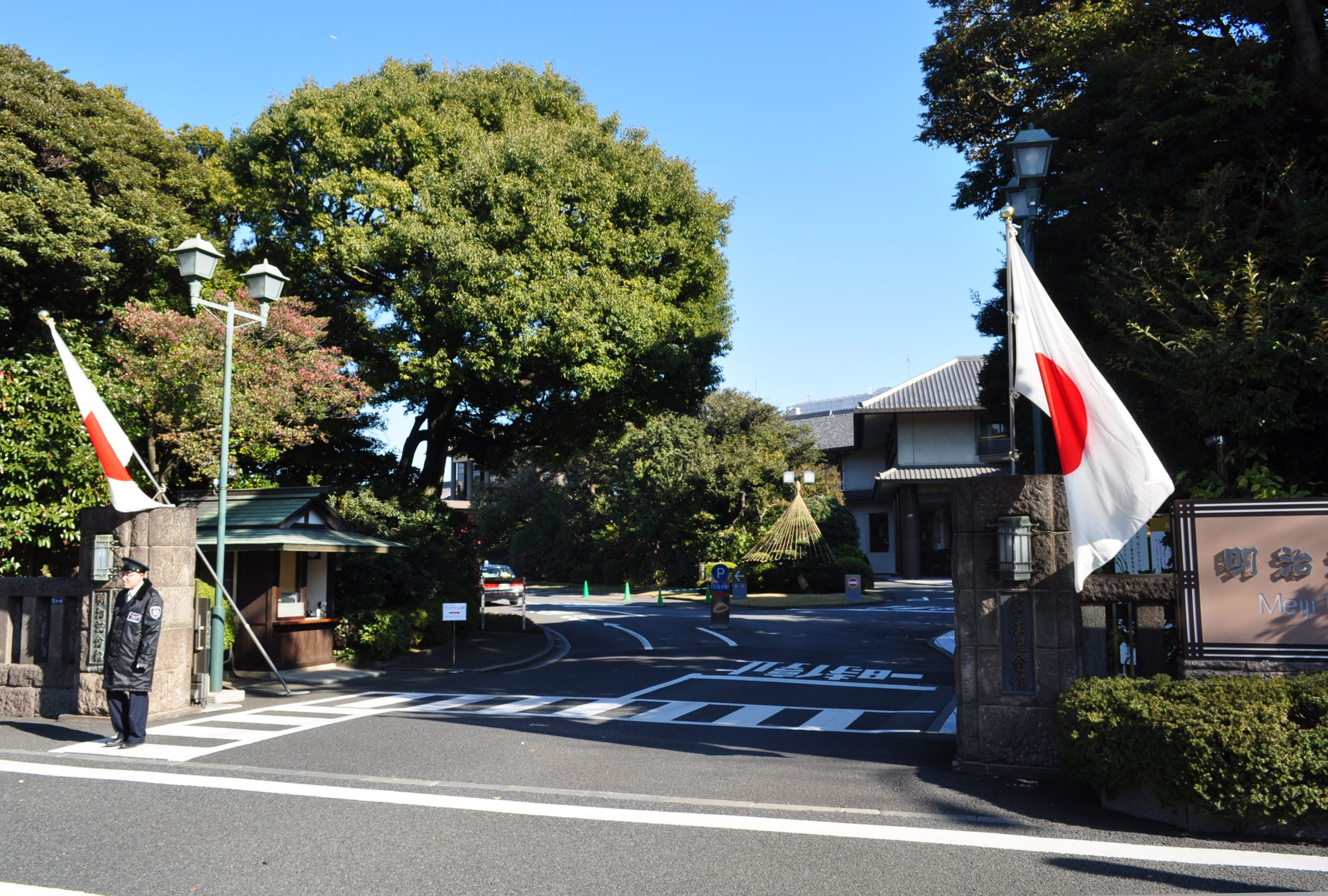
2017年天皇诞生日
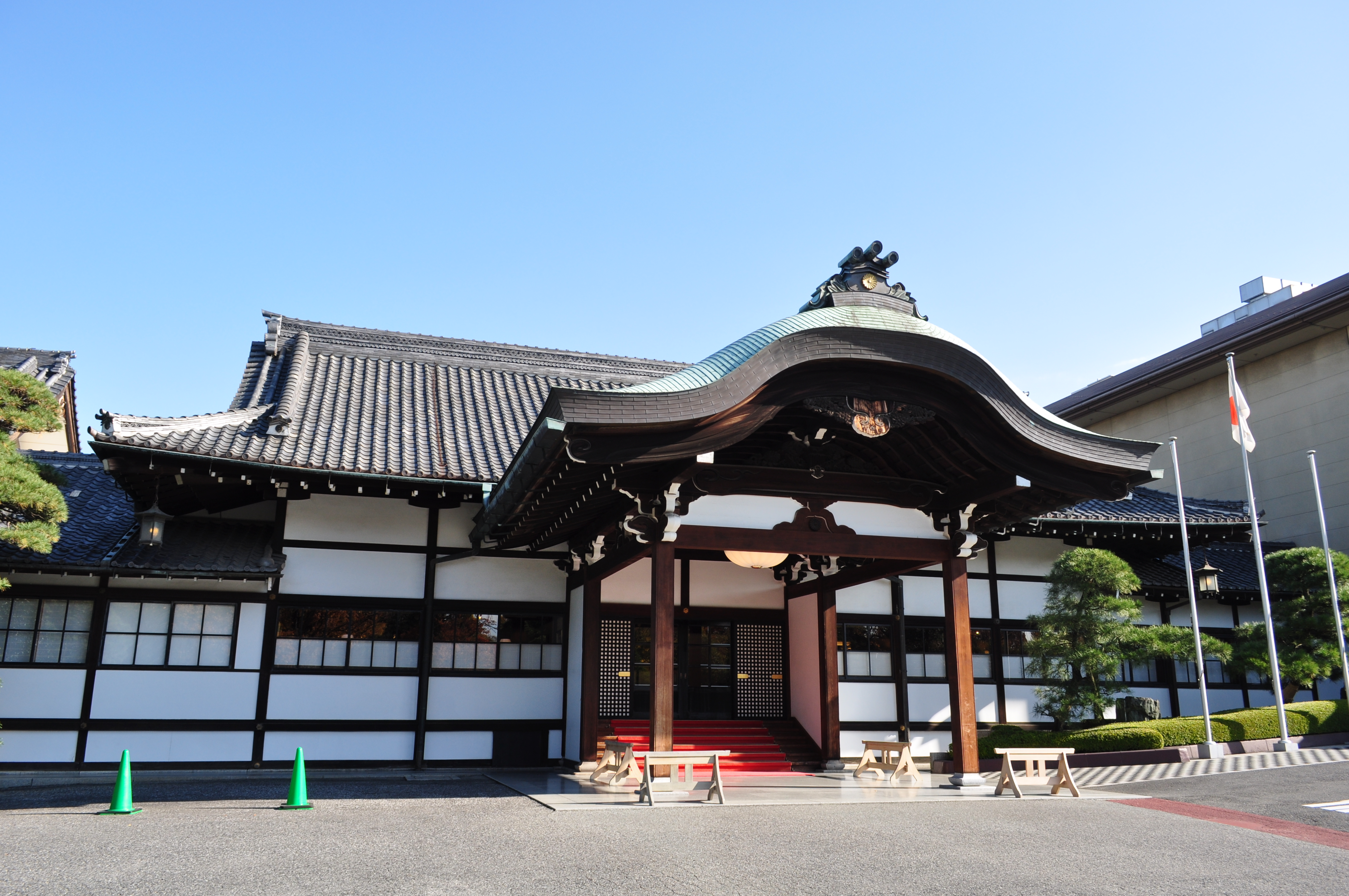
外观
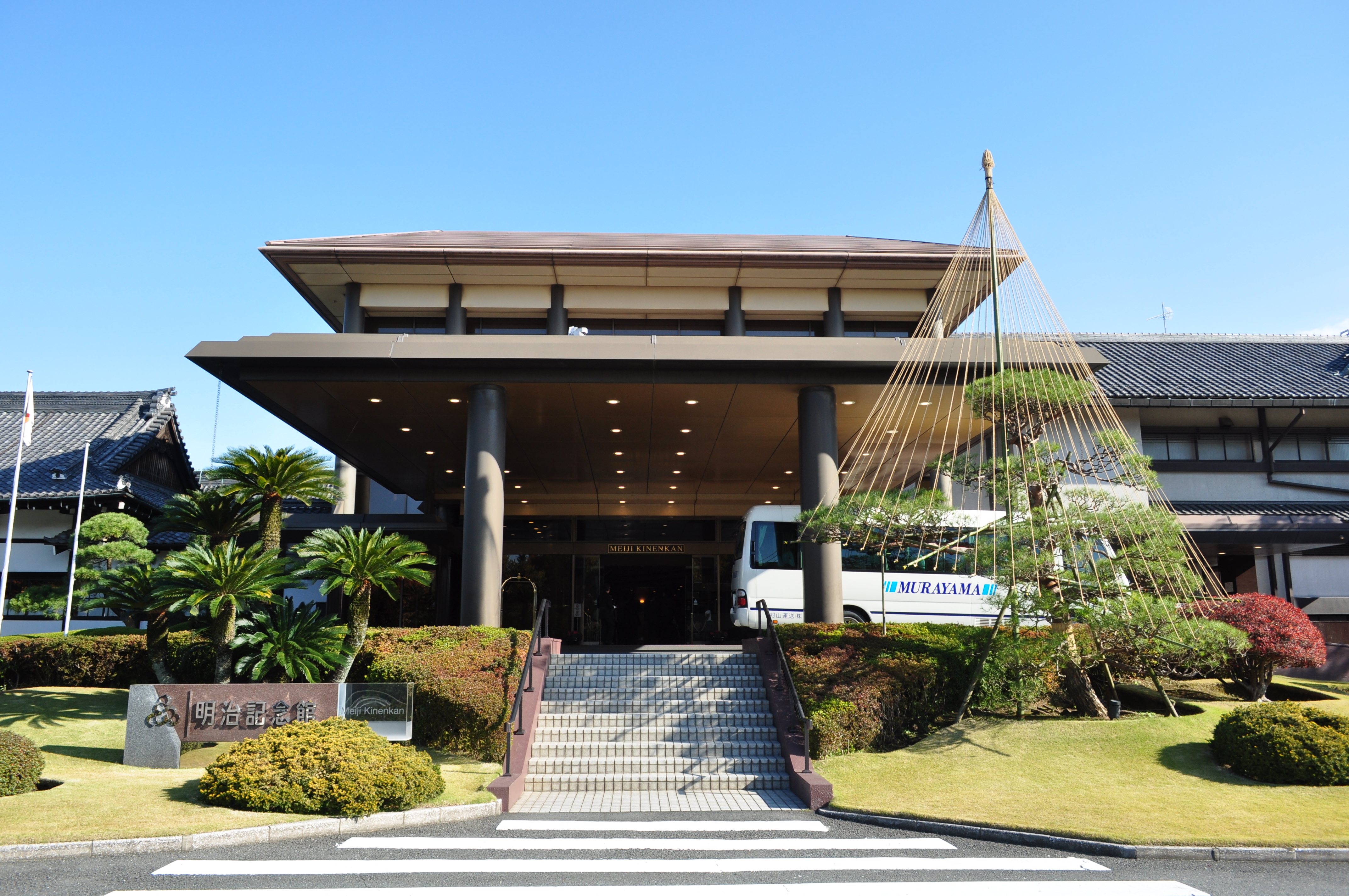
新馆入口
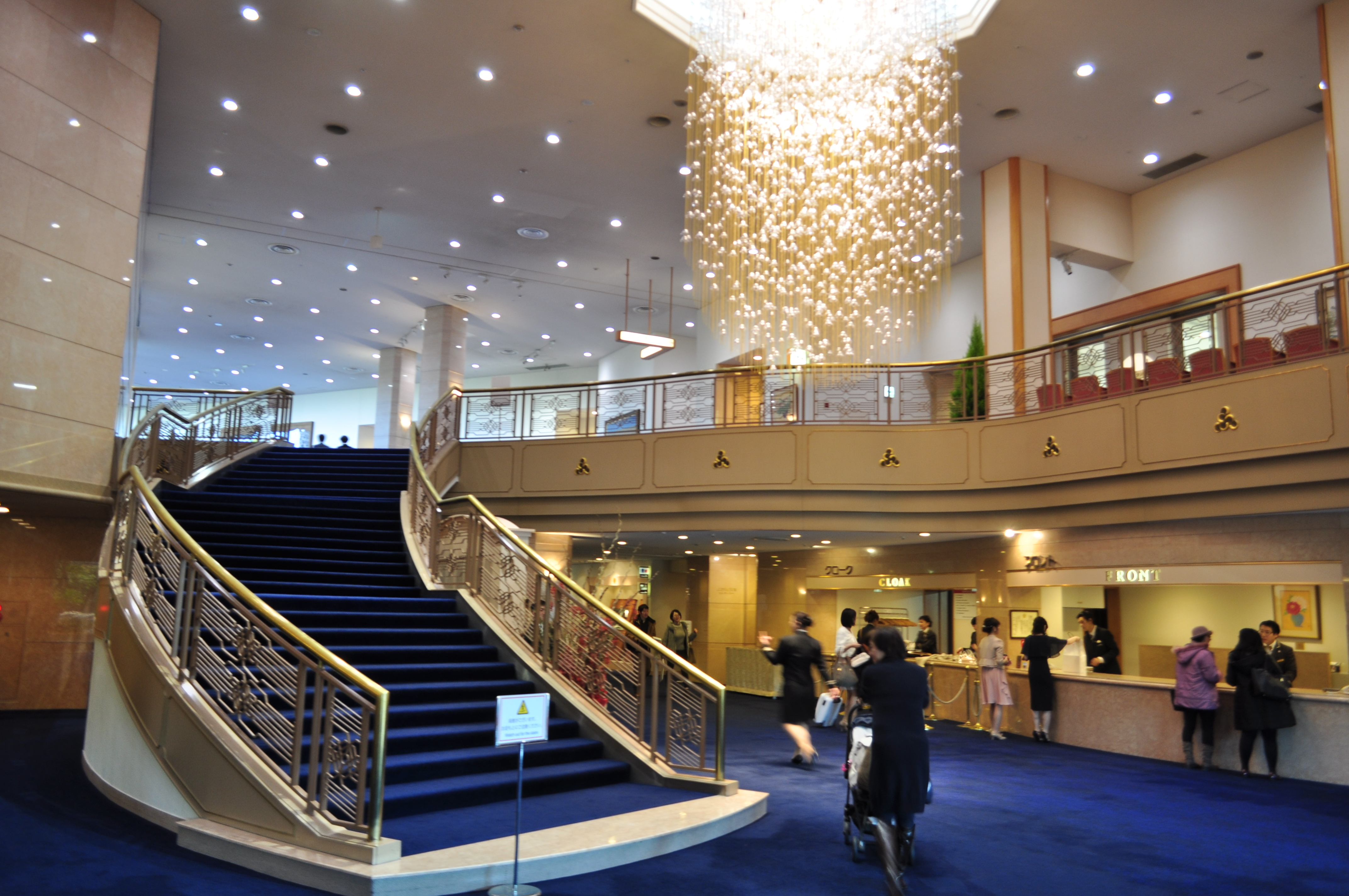
新馆一层
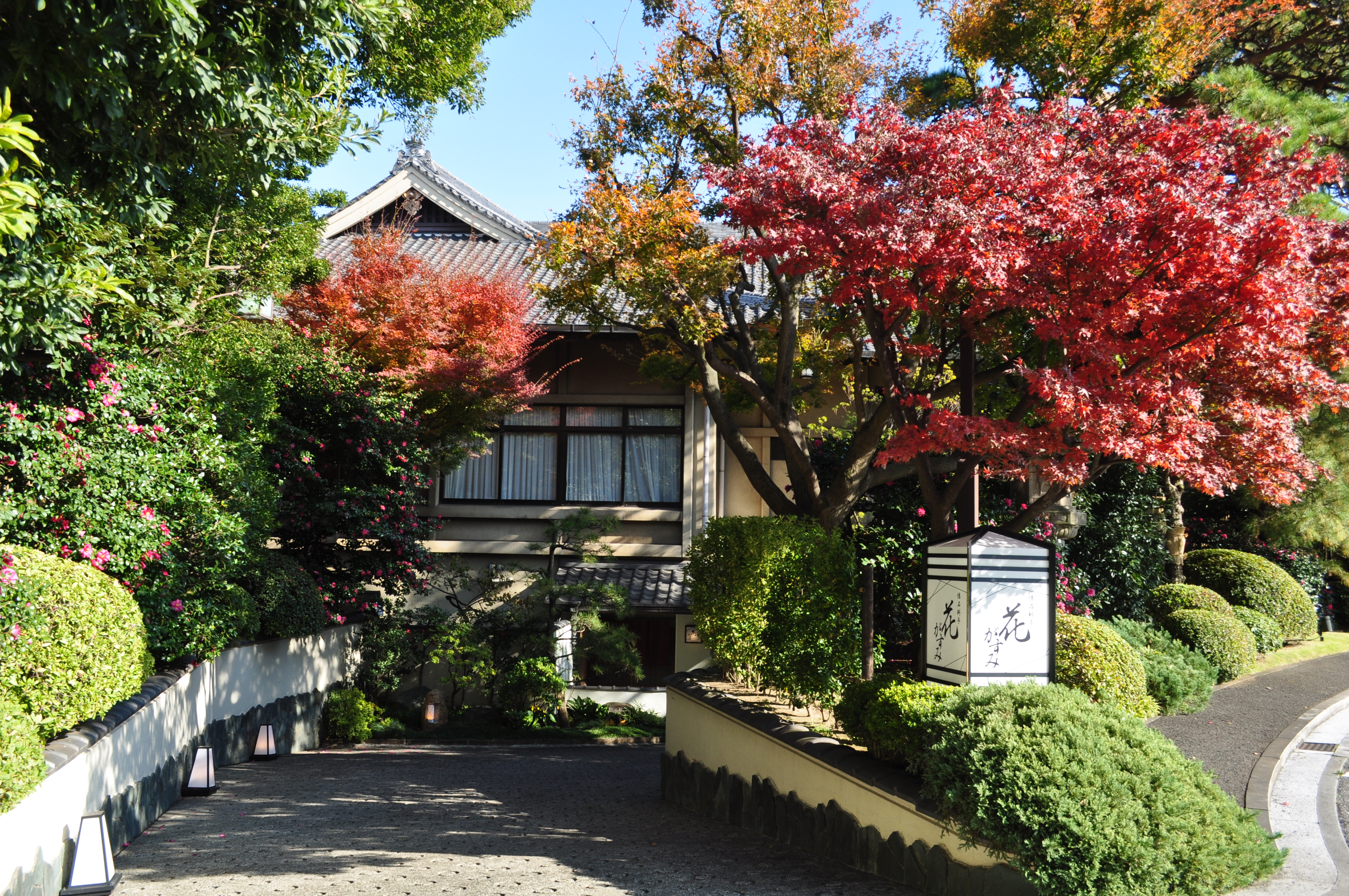
新馆地下一层